# Neal Smith (drummer)
Neal Smith (Akron (Ohio), 23 september 1947) is een Amerikaanse rockmuzikant (drums, percussie, gitaar, zang) en songwriter, vooral bekend als de drummer van de rockband Alice Cooper van 1967 tot 1974. Hij trad op op de vroege albums Pretties for You en Easy Action van de band, hun doorbraakalbum Love It to Death en de daaropvolgende succesvolle albums Killer, School's Out en Billion Dollar Babies. Het laatste nieuwe studioalbum met de vijf oorspronkelijke Alice Cooper-bandleden, die deelnamen aan nieuwe muziek, was Muscle of Love in 1973. Het studioalbum Greatest Hits van de oorspronkelijke band werd uitgebracht in 1974. In 2018 (vijftig jaar nadat de originele band debuteerde met zijn nieuwe bandnaam Alice Cooper in 1968), werd het live-album Live From The Astroturf, Alice Cooper, opgenomen in 2015, uitgebracht met vier van de oorspronkelijke bandleden, die acht van hun hitnummers uitvoerden, met de oude Alice Cooper-solo-bandgitarist en vriend Ryan Roxie, die leadgitaarpartijen speelde met de oorspronkelijke bandritmegitarist Michael Bruce, namens de oorspronkelijke bandgitarist Glen Buxton, die in 1997 overleed aan longontsteking, drie weken voor zijn 50ste verjaardag. In 2011 werd Smith opgenomen in de Rock and Roll Hall of Fame, in de categorie "Performer", als lid van de oorspronkelijke Alice Cooper-band.

## Biografie
Smith studeerde in 1965 af aan Camelback High School in Phoenix, terwijl drie van zijn toekomstige Alice Cooper bandleden afstudeerden aan de Cortez High School en één aan de North High School. Smith vertelt over zijn middelbareschooltijd in het nummer Alma Mater, gezongen door Alice Cooper. De drumpartij van Neal Smith op het titelnummer van Billion Dollar Babies wordt beschouwd als een van de meest originele en dynamische onder muzikanten en fans van de band. Billion Dollar Babies was ook de naam van de band, die werd opgericht door de voormalige muzikanten van de Alice Cooper-band, Michael Bruce, Dennis Dunaway en Neal Smith, samen met Bob Dolin en Mike Marconi, nadat ze in 1974 afscheid van Alice Cooper hadden genomen. Deze band was verwikkeld in een rechtszaak over het gebruik van de naam. Ze brachten slechts het album Battle Axe uit 1977, voordat ze uit elkaar gingen.
Smith verkoopt sinds het begin van de jaren 1980 onroerend goed in New England. Hij is ook nog steeds actief in de muziek en trad op met Alice Cooper tijdens een show in 1998. In 1999 bracht hij zijn eerste soloalbum Platinum God uit in 1975. Momenteel is hij ook de drummer/percussionist en songwriter voor Bouchard, Dunaway & Smith (BDS), bestaande uit Smith, voormalig Blue Öyster Cult bassist Joe Bouchard en de oorspronkelijke Alice Cooper bassist Dennis Dunaway. De band heeft samen met Ian Hunter nummers geschreven. BDS heeft de twee albums Back From Hell uit 2001 en BDS Live In Paris uit 2003 uitgebracht. Smith heeft ook twee albums uitgebracht onder de bandnaam Cinematik, met gitarist Robert Mitchell en bassist Peter Catucci, geproduceerd door Rob Fraboni. Cinematik heeft een los, jam-beladen wereldbeatgeluid, in tegenstelling tot het meer klassieke rockgeluid van BDS.
Smith heeft ook opnamen gemaakt met Buck Dharma van Blue Öyster Cult (Flat Out, 1982), Plasmatics (Beyond the Valley, 1984, 1981) en Deadringer (Electrocution of the Heart, 1989). Neal speelde op de cd Midnight Daydream van Bruce Cameron samen met een sterbezetting van Jack Bruce, Buddy Miles, Billy Cox, Mitch Mitchell, Harvy Dalton Arnold en Ken Hensley. Neal Smith heeft ook een industrieel rockproject, genaamd Killsmith. Door de tweede publicatie van Killsmith is Neal Smith het eerste lid van de oorspronkelijke Alice Cooper Group, dat een project van origineel materiaal heeft uitgebracht na de introductie van de band in de Rock 'n' Roll Hall of Fame. Toen Alice Cooper op 1 juli 2010 sprak over het nieuwe titelalbum Welcome 2 My Nightmare, zei deze in een Radio Metal-interview: "We zullen er een aantal originele mensen op plaatsen en wat nieuwe mensen toevoegen, ik ben erg blij om weer met Bob Ezrin te werken".  Muzikanten die op het album verschenen waren onder meer Slash, Rob Zombie, Vince Gill, Steve Hunter en Dick Wagner. Smith, Dennis Dunaway en Michael Bruce speelden op 3 nummers op Welcome 2 My Nightmare. Smith schreef mee aan het nummer I'll Bite Your Face Off van het album. In 2015 speelde Neal Smith drums op de Hollywood Vampires-cover van School's Out/Another Brick in the Wall part 2 op het album Hollywood Vampires.

## Discografie
Solo
- 1999: Platinum God
- 2001: Cinematik
- 2002: Cinematik: One Full Moon Away
- 2008: Killsmith: Sexual Savior
- 2011: Killsmith Two
- 2014: Killsmith & The Greenfire Empire

Met Alice Cooper
- 1969: Pretties for You
- 1970: Easy Action
- 1971: Love It to Death
- 1971: Killer
- 1972: School's Out
- 1973: Billion Dollar Babies
- 1973: Muscle of Love
- 1994: 1969 Live at the Whisky A Go-Go
- 2011: Welcome 2 My Nightmare
- 2017: Paranormal

Met Billion Dollar Babies
- 1977: Battle Axe

Met Plasmatics
- 1981: Beyond the Valley of 1984

Met Buck Dharma
- 1982: Flat Out

Met Deadringer
- 1989: Electrocution of the Heart

Met Ant-Bee
- 1997: Lunar Muzik

Met Bruce Cameron
- 1999: Midnight Daydream

Met Bouchard, Dunaway & Smith
- 2001: Back From Hell
- 2003: BDS Live in Paris

Met Hollywood Vampires
- 2015: Hollywood Vampires

- Bibliothèque nationale de France: cb16261907q (data)
- Gemeinsame Normdatei: 135328829
- International Standard Name Identifier: 0000 0001 1885 1231
- Library of Congress Control Number: no2003095600
- MusicBrainz: 3912b016-666b-46f8-a5ec-86806227ba60
- Nationale Bibliotheek van Tsjechië: xx0206044
- Virtual International Authority File: 26760919
- WorldCat: E39PBJtrPj7J8YkVc8WfxYbWXd